# Monasterio de Nuestra Señora de Cogullada

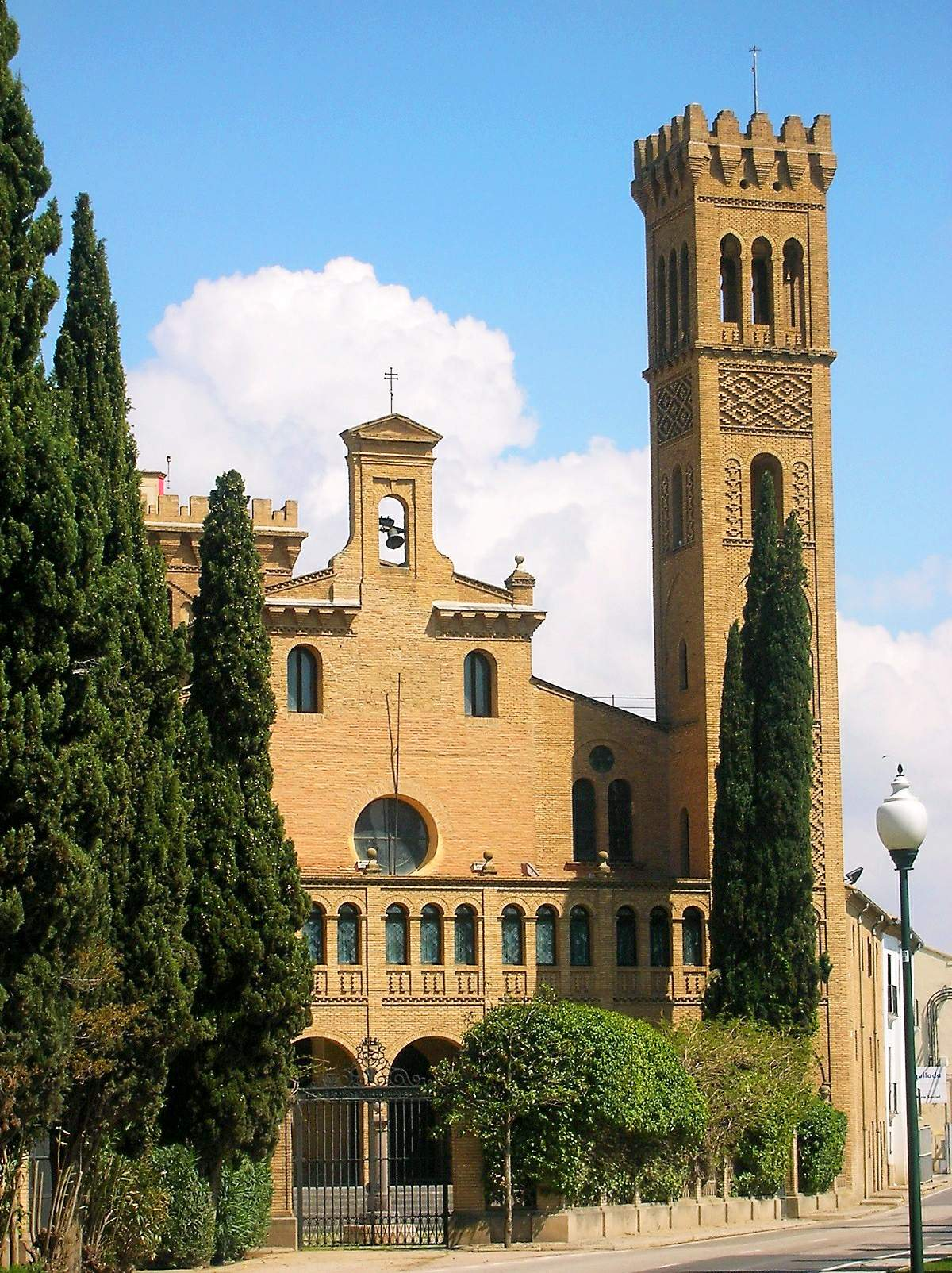
Monasterio de Cogullada.

El monasterio de Nuestra Señora de Cogullada es un monasterio situado a 4 km de la ciudad española de Zaragoza. 

## Historia
En los tiempos en que gobernaba la iglesia cesaraugustana el obispo San Braulio, se supone la aparición de la imagen de la Virgen de Cogullada, debido su descubrimiento a una milagrosa avecilla. En ese sagrado punto, edificó la basílica, donde se expuso a la pública veneración en el año 637 y en el mismo punto fundaron los capuchinos su convento en 1657. A media legua de la ciudad, a la izquierda de la carretera de Barcelona y margen derecha del río Gállego en un terreno frondosísimo, rodeado de vegas bien cultivadas y de sombrías y frescas arboledas.
Habiendo sido suprimidos los frailes en 1835, su iglesia actual, construida a expensas de la cofradía de la referida virgen, ha quedado bajo su cuidado y dirección, la que celebra todos los años su festividad el día segundo de Pascua de Pentecostés y aumentada la concurrencia con tal motivo, sus frondosas arboledas, fecundadas por el Gállego, prestaban aliciente a solitarios paseos y bulliciosas romerías. La mayor parte de las familias de Zaragoza pasaban en este sitio días de campo. En la cocina del convento daban unas tortillas muy especiales con variedad de hierbas: tenía gran reputación esta comida y en las funciones que se preparaban, se decía: A comer una tortilla a Cogullada.
En 1896 se hicieron cargo del edificio los monjes de Solesmes de la abadía benedictina francesa.
A principios del siglo XX fue reformado y hoy en día el edificio pertenece a Ibercaja. 
Tras diversas restauraciones se aprecia en el edificio un carácter neomudéjar.
Un dato curioso es que este monasterio ha sido residencia de los Reyes de España en sus estancias en Zaragoza.